# Erwin Șimșensohn
Erwin Șimșensohn (n. 9 decembrie 1979, Piatra-Neamț, Neamț, România) este un regizor român teatru și actor, manager cultural, de origine evreiască. Din 2019 este Director General al Teatrului de Stat Constanța. A montat spectacole la Teatrul Național „Ion Luca Caragiale” din București, la Teatrul Evreiesc de Stat din București., la Teatrul “Maria Filotti” Brăila, la Teatrul Excelsior București, la Teatrul “Fani Tardini” Galați, la Teatrul “Mihai Eminescu” Botoșani.
A fost Secretar de Stat în cadrul Ministerului Culturii în guvernul Cioloș.